# غلغيي (مقاطعة دلفان)
غلغيي (بالفارسية: گلگیی) هي قرية تقع في قسم كاكاوند الشرقي الريفي (مقاطعة دلفان) في إيران. يقدر عدد سكانها بـ 40 نسمة بحسب إحصاء 2016.